# 32938 Ivanopaci
32938 Ivanopaci este un asteroid din centura principală de asteroizi.

## Descriere
32938 Ivanopaci este un asteroid din centura principală de asteroizi. A fost descoperit pe 15 octombrie 1995 la San Marcello Pistoiese de Luciano Tesi și Andrea Boattini. Asteroidul prezintă o orbită caracterizată de o semiaxă mare de 2,91 ua, o excentricitate de 0,19 și o înclinație de 12,6° în raport cu ecliptica.